# Київське (Миргородський район)
Ки́ївське —  село в Україні, в Гадяцькій міській громаді Миргородського району Полтавської області. Населення становить 34 осіб. Колишній орган місцевого самоврядування — Сарівська сільська рада.
Після ліквідації Гадяцького району у липні 2020 року увійшло до Миргородського району.

## Географія
Село Київське примикає до села Сари.

## Історія
- 1622 — дата заснування.
- Село постраждало внаслідок геноциду українського народу, проведеного окупаційним урядом СРСР 1923-1933 та 1946-1947 роках.

## Економіка
- Птахо-товарна ферма.